# Combiné nordique sur grand tremplin aux Jeux olympiques de 2014
Vous lisez un « bon article » labellisé en 2016.
Pour des articles plus généraux, voir Combiné nordique aux Jeux olympiques de 2014 et Jeux olympiques d'hiver de 2014.
Navigation
Vancouver 2010 Pyeongchang 2018
L'épreuve individuelle de combiné nordique saut sur grand tremplin aux Jeux olympiques de 2014 a lieu le 18 février 2014 à RusSki Gorki.
L'épreuve est composée d'un saut et d'une course de ski de fond de 10 km. Les points obtenus lors du saut sont convertis en secondes et les athlètes partent selon le classement du saut lors de la course de ski de fond. L'arrivée de la course de ski de fond détermine le classement final.
Quarante-six athlètes participent à cette compétition. Un temps incertain en raison d'un virus, Eric Frenzel domine le concours de saut à ski avec un saut de 139,5 mètres. Il s'élance en tête de la course de fond mais est vite rejoint par neuf autres athlètes. La victoire se joue entre deux Norvégiens et trois Allemands. Le Norvégien Jørgen Graabak remporte l'épreuve au sprint devant son compatriote Magnus Moan et l'Allemand Fabian Riessle.

## Organisation

### Site

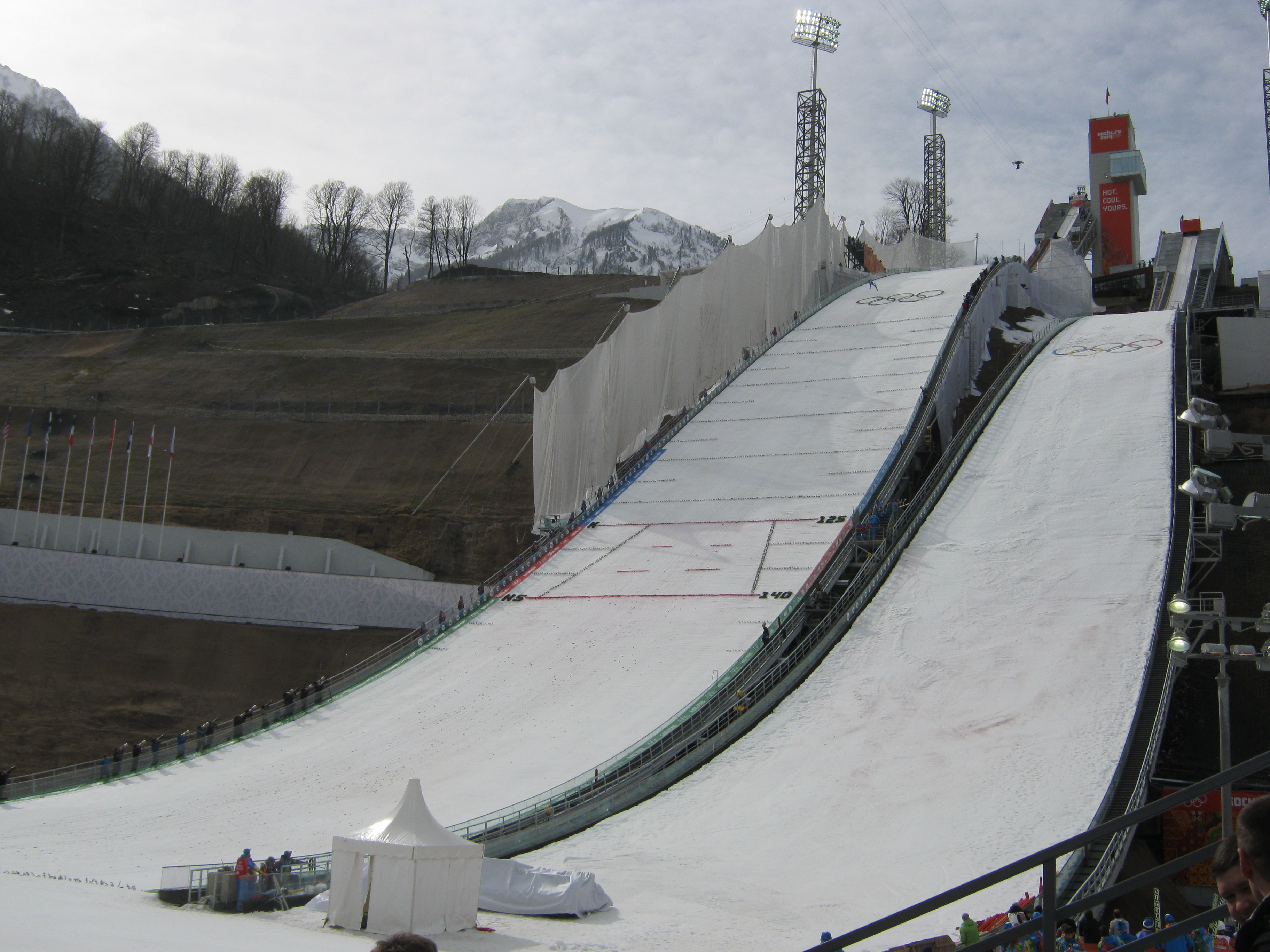
Le K 125 à gauche, le K 95 à droite.

Le saut à ski a lieu sur le tremplin Russki Gorki qui est situé à Krasnaïa Poliana. Le tremplin a été construit pour cette édition des Jeux olympiques. La construction du tremplin a coûté 50 millions d'euros. Le stade dispose de cinq tremplins : K 125 (utilisé lors de cette épreuve), K 95, K 72, K 45 et K 25. La capacité du stade est de 7 500 spectateurs,. Le ski de fond a lieu à proximité du tremplin. Le point le plus bas du parcours de ski de fond se situe à 615 m et le plus haut à 665 m. Deux épreuves de la Coupe du monde de combiné nordique ont eu lieu sur ce tremplin en février 2013 Le combiné nordique sur grand tremplin avait été remporté par l'Autrichien Bernhard Gruber avec 14,1 s d'avance sur l'Allemand Eric Frenzel et 15,5 s sur son compatriote Wilhelm Denifl.

### Calendrier
Trois entraînements ont eu lieu les 15, 16 et 17 février. L'épreuve a lieu le 18 février 2014. La partie du saut à ski commence à 13 heures 30 et la course de ski de fond commence à 16 heures (Heure de Moscou).

### Format de l'épreuve
L'épreuve commence par un saut sur le grand tremplin d'une taille de 140 mètres (K 125). L'ordre de départ du saut est l'inverse du classement mondial. Le premier du classement mondial part donc en dernier. Ensuite, les différences de points sont converties en secondes selon le tableau de Gundersen, un point valant quatre secondes,. Les athlètes partent selon le classement du saut dans la course de ski de fond de 10 kilomètres et l'arrivée de cette course détermine le classement final.

## Athlètes
Un temps incertain, en raison d'un virus, contracté après sa victoire sur le tremplin normal, l'Allemand Eric Frenzel est un des favoris de l'épreuve du fait de son statut de leader de la Coupe du monde et de vainqueur de l'épreuve du tremplin normal. Les autres favoris sont le Japonais Akito Watabe, deuxième sur le tremplin normal, le Français Jason Lamy-Chappuis, Håvard Klemetsen et l’Allemand Johannes Rydzek. Taylor Fletcher considère que le champion olympique sortant, Bill Demong, a « une bonne chance de bien figurer » car il progresse lors des entrainements de sauts. Lors du dernier entraînement de saut à ski, il s'est classé 8e, 11e et 21e,,.
Des pays comme l'Autriche, la Norvège ou l'Allemagne dispose d'un quota de cinq athlètes pour ces jeux olympiques. Cependant, seulement quatre athlètes par pays peuvent être engagés par ces nations. Bernhard Gruber remplace Wilhelm Denifl qui était aligné sur le tremplin normal. La Norvège choisit d'aligner Jørgen Graabak à la place de Mikko Kokslien en raison des bonnes performances réalisées par Jørgen Graabak lors des entraînements,. Pour l'Allemagne, Björn Kircheisen est préféré à Tino Edelmann.
Les entraînements de sauts ont eu lieu les 15, 16 et 17 février. Les athlètes peuvent effectuer trois sauts lors de chaque entraînement. Jason Lamy-Chappuis, Akito Watabe et Evgeniy Klimov dominent chacun un saut lors du premier entraînement.  Bernhard Gruber, Christoph Bieler et Tino Edelmann l'emportent respectivement sur le premier, le deuxième et le troisième saut du deuxième entraînement. Haavard Klemetsen domine les deux premiers sauts du troisième entraînement. Bernhard Gruber domine le dernier saut. Parmi les favoris, Frenzel ne dispute pas les deux derniers entraînements, en raison d'un virus contracté le samedi.

## Récit de l'épreuve
Contrairement aux jours précédents, le temps est nuageux et pluvieux le 18 février 2014. 
Lors du concours de saut, l'Estonien Kristjan Ilves s'élance en premier de la porte 38. Les autres athlètes s'élancent de la porte 40,. Kristjan Ilves, avec un saut de 125 mètres, mène le concours jusqu'au saut de Bernhard Gruber. S'élançant en dernière position, Eric Frenzel réalise un saut de (139,5 mètres) qui le place en tête au classement intermédiaire. Il devance Håvard Klemetsen et des outsiders tel que Bernhard Gruber, Akito Watabe et Jason Lamy-Chappuis. Jason Lamy-Chappuis, un des favoris, est à 33 s du leader et il estime que « ça reste jouable » et qu'il est « placé pour le podium ».
Avec un saut de 132 m, Jørgen Graabak n'est qu'à 42 s du leader ce qui fait de lui un prétendant aux médailles. Le tenant du titre Bill Demong est 38e avec un saut de 116,5 m. Taihei Katō chute à la réception de son saut et se blesse au bras, au coude et à l'épaule droite ce qui l'oblige à déclarer forfait pour le fond et pour l'épreuve par équipes. Comme lors de l'épreuve sur le tremplin normal quelques jours plus tôt, Todd Lodwick renonce après le saut à cause d'une blessure à l'épaule.
Lors du ski de fond, Eric Frenzel part en tête avec 8 s d'avance sur Håvard Klemetsen qui le rejoint rapidement. Ensuite, Bernhard Gruber rejoint le duo de tête. Puis Jason Lamy-Chappuis, Akito Watabe, Jørgen Graabak et Magnus Moan reviennent progressivement dans le groupe de tête ce qui porte ce groupe à sept athlètes après 1,5 km. Ensuite, les trois Allemands Fabian Riessle, Björn Kircheisen et Johannes Rydzek rentrent également sur le groupe de tête. Ce groupe est mené successivement par Jason Lamy-Chappuis, Bernhard Gruber et Magnus Moan,. Håvard Klemetsen et Eric Frenzel ont des difficultés à suivre le rythme et sont distancés dans le dernier tour. Akito Watabe chute dans une descente dans le dernier tour. La victoire se joue entre deux Norvégiens (Jørgen Graabak et Magnus Moan) et trois Allemands (Fabian Riessle, Björn Kircheisen et Johannes Rydzek). Jørgen Graabak rentre en premier dans le stade suivi par les trois Allemands et Magnus Moan. Fabian Riessle pousse Johannes Rydzek qui chute. Jørgen Graabak remporte le sprint devant Magnus Moan et Fabian Riessle. Il s'agit du premier doublé norvégien dans une épreuve olympique de combiné nordique depuis 78 ans. Après avoir terminé 35e du tremplin normal, Jason Lamy-Chappuis termine septième de cette épreuve. Il s'agit de son premier championnat sans médaille individuelle depuis les championnats du monde de Sapporo en 2007.

## Réactions
Jørgen Graabak déclare à l'issue de la compétition que « c'est un peu irréel. Il va me falloir du temps pour apprécier ce moment. Je ne pensais pas pouvoir réaliser cela ». Jason Lamy-Chappuis n'était pas dans un bon jour : « Il y a des jours comme ça où les jambes ne suivent pas. Dès les premières accélérations, j'ai essayé de m'accrocher, mais j'ai senti les cuisses qui me brûlaient. Je savais que c'était terminé. ». Björn Kircheisen, déçu de sa quatrième place, avait les jambes plein d'acide lactique dans les 300 derniers mètres,. Hermann Weinbuch considère que Björn Kircheisen a attaqué trop tôt. Magnus Moan est heureux de sa deuxième place car il sentait dans la dernière montée ses jambes moins bonnes que d'ordinaire,. Akito Watabe juge qu'il s'agissait d'une course compliquée où il était difficile de garder une bonne position. De plus, la pluie l'a gêné. Jørgen Graabak et Magnus Moan pensent que la pluie les a avantagés car ils sont tous les deux originaires des environs de Trondheim où il pleut environ 150 jours par an,.

## Podium
| Épreuve                            | Or             | Or            | Argent      | Argent | Bronze         | Bronze |
| ---------------------------------- | -------------- | ------------- | ----------- | ------ | -------------- | ------ |
| Grand tremplin résultats détaillés | Jørgen Graabak | 23 min 27 s 5 | Magnus Moan | +0 s 6 | Fabian Riessle | +1 s 6 |

## Résultats
Le tableau ci-dessous montre les résultats de la compétition avec le nom des participants, leur pays, leur classement, les temps dans l'épreuve de fond, la longueur de leurs sauts et les points qu'ils ont remporté dans les deux épreuves,.
| Rang                                | Nom                 | Nationalité        | Longueur (m) | Points | Retard au départ | Temps du ski de fond | Rang du ski de fond | Temps final   |
| ----------------------------------- | ------------------- | ------------------ | ------------ | ------ | ---------------- | -------------------- | ------------------- | ------------- |
| Médaille d'or, Jeux olympiques      | Jørgen Graabak      | Norvège            | 132,0        | 118,4  | +42 s            | 22 min 45 s 5        | 12                  | 23 min 27 s 5 |
| Médaille d'argent, Jeux olympiques  | Magnus Moan         | Norvège            | 133,0        | 117,8  | +45 s            | 22 min 43 s 1        | 10                  | +0 s 6        |
| Médaille de bronze, Jeux olympiques | Fabian Riessle      | Allemagne          | 130,0        | 115,1  | +56 s            | 22 min 33 s 1        | 8                   | +1 s 6        |
| 4                                   | Björn Kircheisen    | Allemagne          | 129,0        | 113,2  | +1 min 03 s      | 22 min 26 s 6        | 4                   | +2 s 1        |
| 5                                   | Bernhard Gruber     | Autriche           | 136,5        | 123,4  | +22 s            | 23 min 16 s 8        | 24                  | +11 s 3       |
| 6                                   | Akito Watabe        | Japon              | 134,0        | 120,8  | +33 s            | 23 min 06 s 0        | 19                  | +11 s 5       |
| 7                                   | Jason Lamy-Chappuis | France             | 133,5        | 120,7  | +33 s            | 23 min 10 s 9        | 22                  | +16 s 4       |
| 8                                   | Johannes Rydzek     | Allemagne          | 129,5        | 112,7  | +1 min 05 s      | 22 min 46 s 4        | 13                  | +23 s 9       |
| 9                                   | Håvard Klemetsen    | Norvège            | 137,5        | 127,0  | +8 s             | 23 min 44 s 0        | 26                  | +24 s 5       |
| 10                                  | Eric Frenzel        | Allemagne          | 139,5        | 129,0  | 0,00             | 23 min 57 s 9        | 30                  | +30 s 4       |
| 11                                  | Miroslav Dvořák     | République tchèque | 125,0        | 104,2  | +1 min 39 s      | 22 min 21 s 1        | 2                   | +32 s 6       |
| 12                                  | Magnus Krog         | Norvège            | 125,5        | 106,1  | +1 min 32 s      | 22 min 32 s 2        | 7                   | +36 s 7       |
| 13                                  | François Braud      | France             | 121,0        | 105,5  | +1 min 34 s      | 22 min 31 s 2        | 5                   | +37 s 7       |
| 14                                  | Ilkka Herola        | Finlande           | 126,5        | 106,8  | +1 min 29 s      | 22 min 42 s 2        | 9                   | +43 s 7       |
| 15                                  | Lukas Klapfer       | Autriche           | 127,5        | 109,9  | +1 min 16 s      | 23 min 03 s 7        | 16                  | +52 s 2       |
| 16                                  | Marjan Jelenko      | Slovénie           | 124,5        | 109,1  | +1 min 20 s      | 23 min 08 s 6        | 20                  | +1 min 01 s 1 |
| 17                                  | Christoph Bieler    | Autriche           | 125,5        | 106,4  | +1 min 30 s      | 23 min 03 s 9        | 17                  | +1 min 06 s 4 |
| 18                                  | Alessandro Pittin   | Italie             | 119,5        | 93,2   | +2 min 23 s      | 22 min 20 s 5        | 1                   | +1 min 16 s 0 |
| 19                                  | Mario Stecher       | Autriche           | 124,5        | 104,0  | +1 min 40 s      | 23 min 04 s 1        | 18                  | +1 min 16 s 6 |
| 20                                  | Taylor Fletcher     | États-Unis         | 115,5        | 95,8   | +2 min 13 s      | 22 min 31 s 6        | 6                   | +1 min 17 s 1 |
| 21                                  | Sébastien Lacroix   | France             | 120,0        | 98,0   | +2 min 04 s      | 22 min 47 s 5        | 14                  | +1 min 24 s 0 |
| 22                                  | Bryan Fletcher      | États-Unis         | 121,5        | 99,3   | +1 min 59 s      | 22 min 53 s 3        | 15                  | +1 min 24 s 8 |
| 23                                  | Armin Bauer         | Italie             | 115,0        | 91,4   | +2 min 30 s      | 22 min 23 s 5        | 3                   | +1 min 26 s 0 |
| 24                                  | Tim Hug             | Suisse             | 123,5        | 102,3  | +1 min 47 s      | 23 min 09 s 5        | 21                  | +1 min 29 s 0 |
| 25                                  | Tomáš Portyk        | République tchèque | 128,5        | 114,4  | +58 s            | 24 min 01 s 8        | 34                  | +1 min 32 s 3 |
| 26                                  | Hideaki Nagai       | Japon              | 119,0        | 99,3   | +1 min 59 s      | 23 min 11 s 7        | 23                  | +1 min 43 s 2 |
| 27                                  | Maxime Laheurte     | France             | 125,0        | 108,0  | +1 min 24 s      | 23 min 55 s 6        | 29                  | +1 min 52 s 1 |
| 28                                  | Lukas Runggaldier   | Italie             | 112,5        | 86,8   | +2 min 49 s      | 22 min 44 s 0        | 11                  | +2 min 05 s 5 |
| 29                                  | Tomáš Slavík        | République tchèque | 120,5        | 101,0  | +1 min 52 s      | 23 min 44 s 2        | 27                  | +2 min 08 s 7 |
| 30                                  | Viktor Pasichnyk    | Ukraine            | 122,5        | 104,6  | +1 min 38 s      | 23 min 59 s 6        | 31                  | +2 min 10 s 1 |
| 31                                  | Bill Demong         | États-Unis         | 116,5        | 94,5   | +2 min 18 s      | 23 min 23 s 3        | 25                  | +2 min 13 s 8 |
| 32                                  | Pavel Churavý       | République tchèque | 123,5        | 102,3  | +1 min 42 s      | 24 min 10 s 0        | 35                  | +2 min 24 s 5 |
| 33                                  | Gašper Berlot       | Slovénie           | 120,0        | 96,4   | +2 min 10 s      | 23 min 46 s 6        | 28                  | +2 min 29 s 1 |
| 34                                  | Kristjan Ilves      | Estonie            | 125,0        | 117,2  | +47 s            | 25 min 24 s 5        | 43                  | +2 min 44 s 0 |
| 35                                  | Yoshito Watabe      | Japon              | 119,5        | 95,4   | +2 min 14 s      | 24 min 00 s 4        | 33                  | +2 min 46 s 9 |
| 36                                  | Han Hendrik Piho    | Estonie            | 118,0        | 95,3   | +2 min 15 s      | 24 min 00 s 0        | 32                  | +2 min 47 s 5 |
| 37                                  | Adam Cieślar        | Pologne            | 122,0        | 97,8   | +2 min 05 s      | 24 min 10 s 8        | 36                  | +2 min 48 s 3 |
| 38                                  | Eetu Vähäsöyrinki   | Finlande           | 124,5        | 99,3   | +1 min 59 s      | 24 min 25 s 2        | 39                  | +2 min 56 s 7 |
| 39                                  | Mitja Oranič        | Slovénie           | 118,5        | 96,7   | +2 min 09 s      | 24 min 29 s 8        | 40                  | +3 min 11 s 3 |
| 40                                  | Janne Ryynänen      | Finlande           | 117,0        | 91,7   | +2 min 29 s      | 24 min 16 s 9        | 37                  | +3 min 18 s 4 |
| 41                                  | Giuseppe Michielli  | Italie             | 114,5        | 89,1   | +2 min 40 s      | 24 min 16 s 9        | 38                  | +3 min 29 s 4 |
| 42                                  | Mikke Leinonen      | Finlande           | 118,5        | 89,9   | +2 min 36 s      | 24 min 43 s 4        | 41                  | +3 min 51 s 9 |
| 43                                  | Ivan Panine         | Russie             | 114,5        | 89,5   | +2 min 38 s      | 24 min 45 s 8        | 42                  | +3 min 56 s 3 |
| 44                                  | Karl-August Tiirmaa | Estonie            | 123,0        | 104,3  | +1 min 39 s      | 26 min 06 s 4        | 44                  | +4 min 17 s 9 |
|                                     | Todd Lodwick        | États-Unis         | 126,0        | 98,8   | Non partant      | Non partant          | Non partant         | Non partant   |
|                                     | Taihei Katō         | Japon              | 126,5        | 87,6   | Non partant      | Non partant          | Non partant         | Non partant   |